# Lunaria annua
Lunaria annua (flor de plata, medallons, monedes, planta dels diners, setí) és una espècie de planta de la família de les brassicàcies. Fa fins a 1 m d'alt i, malgrat el seu nom científic, és biennal. És nativa dels Balcans i el sud-oest d'Àsia, però s'ha naturalitzat arreu d'Europa, a l'Amèrica del Nord i en parts de la resta d'Àsia. Les fulles són ovals serrades. Les silícules, molt grosses i el·líptiques, mostren un envà blanc i lluent, o septe, quan se'ls treuen les parts laterals exteriors, anomenades valves. Les llavors recorden les monedes de plata, per això en anglès rep el nom de honesty. Se sol cultivar com a ornamental i en català rep, entre d'altres, el nom de setins, que al·ludeix a l'aspecte del septe central un cop retirades les valves.

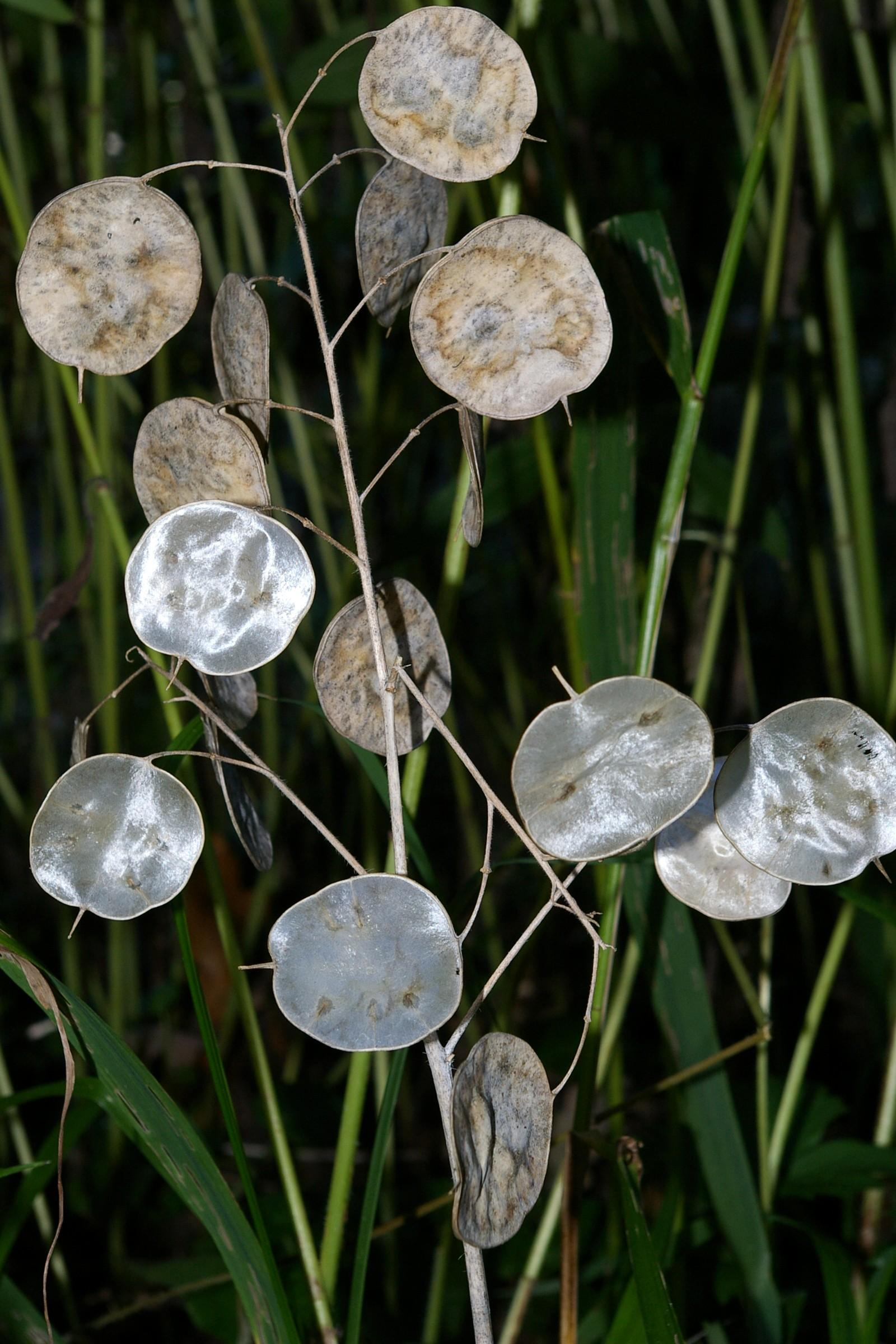
Síliqües
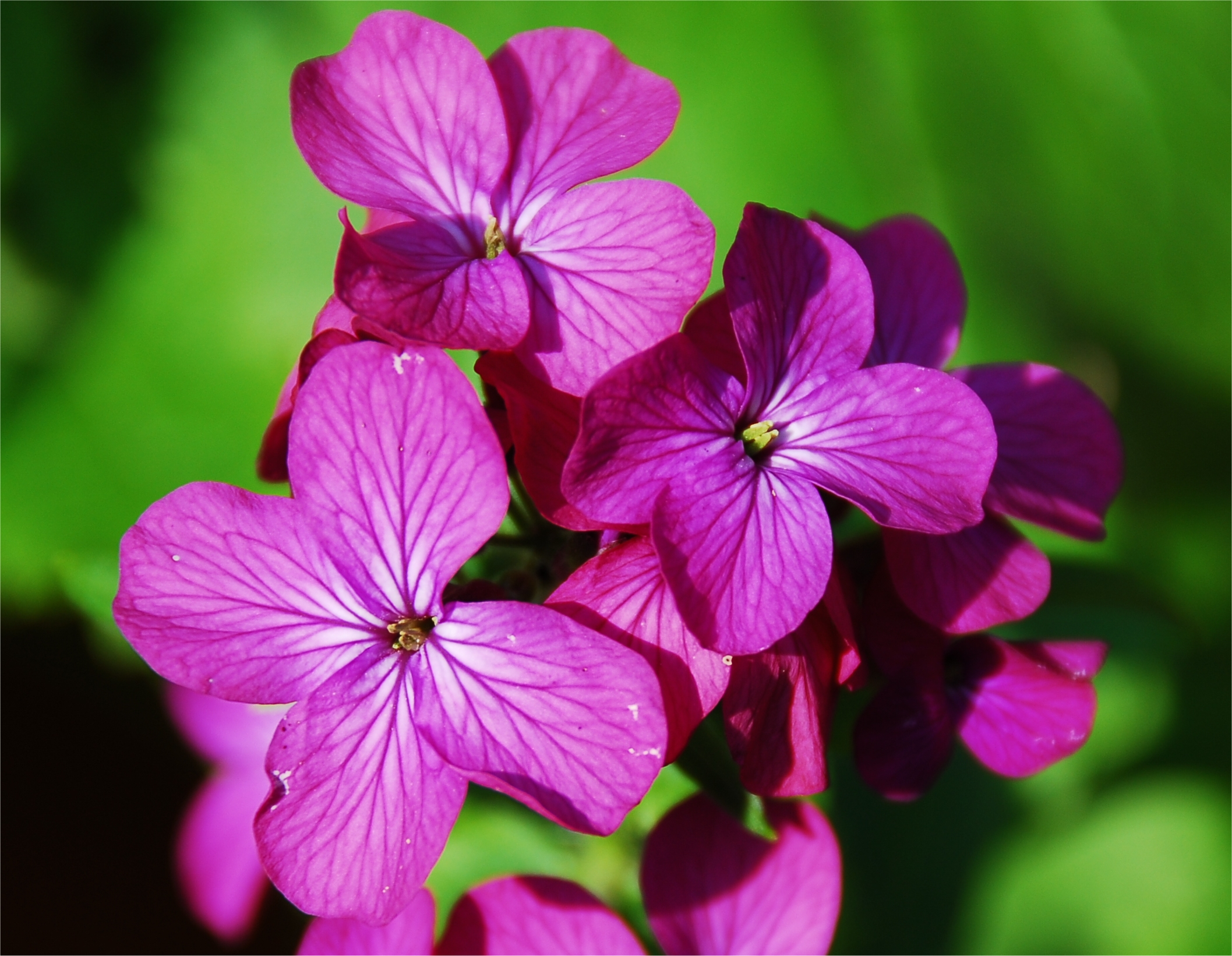
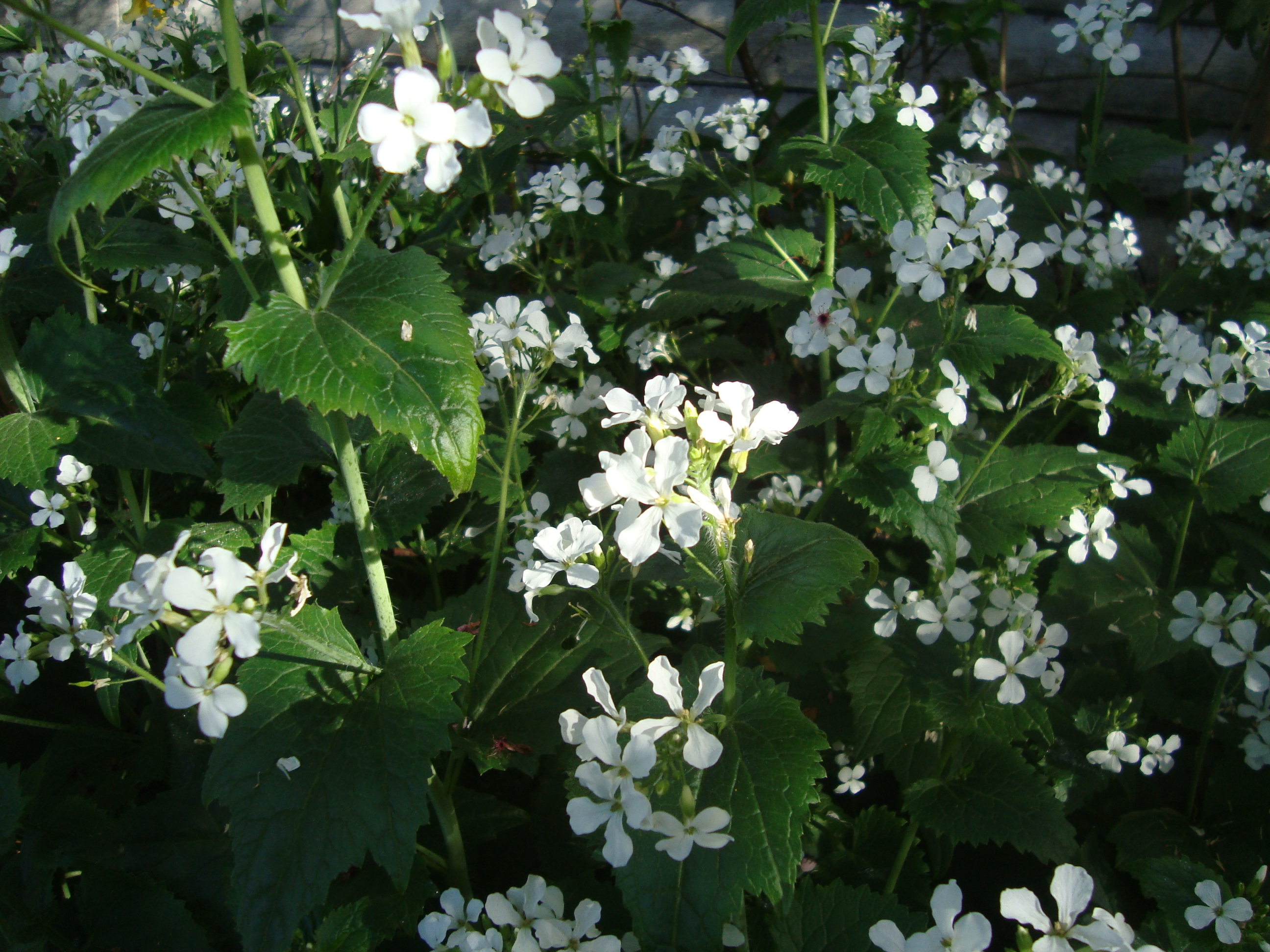
Lunaria annua blanca